# 沙納瓦茲·布托
沙納瓦茲·布托（Shahnawaz Bhutto，1958年11月21日—1985年7月18日），前巴基斯坦總統佐勒菲卡尔·阿里·布托及努斯拉特·布托最小的兒子，1985年被發現死於其位於法國裡維埃拉的公寓中，妻子雷哈納被認為是犯罪嫌疑人，但最後並未起訴。布托家族相信他是被妻子毒死。